# 여수해양과학고등학교
여수해양과학고등학교(麗水海洋科學高等學校)는 대한민국 전라남도 여수시 돌산읍 군내리에 있는 공립 고등학교이다.

## 학교 연혁
- 1979년 1월 24일 : 설립 인가(수산증식과 9, 상업과 9 계 18)
- 1980년 3월 8일 : 돌산실업고등학교로 개교
- 1994년 3월 1일 : 여천실업고등학교로 교명 변경
- 2012년 3월 1일 : 여수해양과학고등학교로 교명 변경
- 2012년 3월 1일 : 학칙변경(자영수산 6, 토탈미용과 3 계 9)
- 2013년 3월 1일 : 전라남도교육청 지원형 특성화고등학교 지정
- 2018년 3월 1일 : 학칙변경(자영수산 6, 해양레저 3 계 9)
- 2018년 3월 1일 : 전라남도교육청 혁신학교형 무지개학교 선정(4개년)
- 2025년 1월 9일 : 제43회 22명 졸업 총 4,610명 졸업
- 2025년 3월 2일 : 제21대 김은진 교장 부임

## 설치 학과
- 자영수산과
- 해양레저관광과

## 참고 자료
- 여수해양과학고등학교 - 한국교육학술정보원 학교알리미